# Lapinjärvi
Lapinjärvi (szw. Lappträsk) – gmina w Finlandii. Znajduje się w regionie Uusimaa. Liczy 2873 mieszkańców (stan na 31 stycznia 2011 r.) i zajmuje powierzchnię 339,34 km², z czego 9,44 km² powierzchni zajmuje woda. Gęstość zaludnienia wynosi 8,71 mieszkańców na km². W Gminie większość mieszkańców posługuje się językiem fińskim, mniejszości językiem szwedzkim.

## Demografia[2][3]
Ludność według języka ojczystego
- fiński	64,8% (urzędowy)
- Szwedzki	32,7% (urzędowy)
- Inne	2,6%

Ludność według wieku
- Od 0 do 14	15,5%
- Od 15 do 64	62,7%
- 65 - wzwyż	21,8%